# Houssaine Kili
Houssaine Kili (Agadir, 1955) is een Marokkaans zanger en bespeler van verschillende snaarinstrumenten. In de jaren zeventig en tachtig coverde hij westerse popmuziek in eigen land. Vervolgens vertrok hij naar Duitsland, waar hij in indierockformaties speelde als Die Dissidenten en Enbryo. Vervolgens speelde hij solo en in gelegenheidsformaties.

## Biografie

### In Marokko
Kili groeide op in Marokko en was in de jaren zeventig bassist van The Southern Band. Met deze coverband speelden ze in toeristische hotels muziek van Westerse artiesten als Neil Young, Jimi Hendrix, James Brown en Stevie Wonder.
Ondertussen volgde hij het conservatorium van zijn geboorteplaats en leerde hij ook de muziek van zijn eigen regio spelen, waaronder de Berberse tamtam (membranofoon). Een instrument waar hij later vooral bekend mee is geworden, is de driesnarige gimbri die van oorsprong door het Gnawa-volk in Marokko werd bespeeld.
Op uitnodiging van het Duitse Goethe-Institut ontmoette hij in 1977 de Duitse jazzrock/krautrock-musicus Christian Burchard van de band Embryo. Met hem toerde hij twee maanden door Marokko.

### Die Dissisenten en Embryo
In 1984 kwam hij op uitnodiging van Die Dissidenten naar Duitsland. Hij was de zanger en bassist van deze band van 1984 tot 1988. Ze brachten verschillende albums uit in een mix van indierock en wereldmuziek. Een nagekomen live-album was afkomstig van opnames in New York.
Hierna speelde hij hier opnieuw samen met Embryo als zanger en bassist. In 1989 verscheen hun album Turn peace. Ook van Embryo kwam later nog een live-album na.

### Solo
Rond tien jaar lang bleef het stil rondom Kili, tot hij in 1999 met zijn eerste solo-album kwam, getiteld Safran. Aan de basis van zijn muziek ligt de stijl van Gnawa-musici, die hij inkleed met arrangementen uit de popmuziek.
Twee jaar later verscheen zijn tweede solo-album, Mountain to Mohamed. In dit werk leunde hij vooral op zijn popkennis die hij in de jaren zeventig had opgedaan. Het centrale stuk van dit werk is  het geheel naar eigen stijl gearrangeerde Cowgirl in the sand van Neil Young. Hij werkte het nummer om naar een suikerzachte Gnawa-versie, vergelijkbaar hoe de zanger Khaled dit in 1999 al eens had gedaan met het nummer Imagine van John Lennon.
Hierna verschenen nog enkele malen albums van hem met andere artiesten, zoals met de Cubaanse Omar Sosa en de Irakese Duitser Laith al-Deen.

## Discografie
Met Die Dissidenten
- 1985: Life at the pyramids
- 1990: Out of this World
- 1991: Dissidenten live in New York

Met Embryo
- 1989: Turn peace
- 1998: Live in Berlin

Solo
- 1999: Safran
- 2001: Mountain to Mohamed

Met andere musici
- 2002: Sentir (met Omar Sosa)
- 2005: Die Frage wie (met Laith al-Deen)